# Ophicleide
En ophicleide (gr. όφις ophis, "slange" & κλεις kleis, "nøgle") er et gammelt musikinstrument, der i de fleste symfoniorkestre i dag er erstattet af tubaen.
Instrumentet blev opfundet af den parisiske opfinder Halary (Halari) i 1817 og patenteret i 1821, Ophicleiden er et dybt klingende instrument, som blev brugt i symfoniorkestere og hornorkestere. I en æra, hvor komponister krævede en lavere stemme til at supplere basuner og hvor stempelventiler var på et primitivt stadium, anvender ophicleiden klapper ligesom klarinet og obo, men på omvendt vis: klapperne er alle lukkede, og man åbner en klap, når et af instrumentets håndtag trykkes ned. Udøvende kunstnere såsom den engelske virtuos Samuel Hughes og Royal Italian Operas (Covent Garden) J. H. Guilmartin fortsatte med at anvende instrumentet så sent som i 1890'erne, men en større fabrikation ophørte i det første årti af det 20. århundrede.
Komponister som Berlioz, Meyebeer, Mendelsohn og Wagner skrev alle for ophicleide, det blev for eksempel anvendt i Berlioz’ Symphonie Fantastique til at give Dies Irae-temaet en særlig dyster klang. Nu til dags bruger man overvejende tubaer i stedet for ophicleide.